# Castellano e Pipolo
Castellano & Pipolo è stata una coppia di registi e sceneggiatori formata da Franco Castellano (Roma, 20 giugno 1925 – Roma, 28 dicembre 1999) e Giuseppe Moccia (Viterbo, 24 giugno 1933 – Roma, 20 agosto 2006).

## Biografia

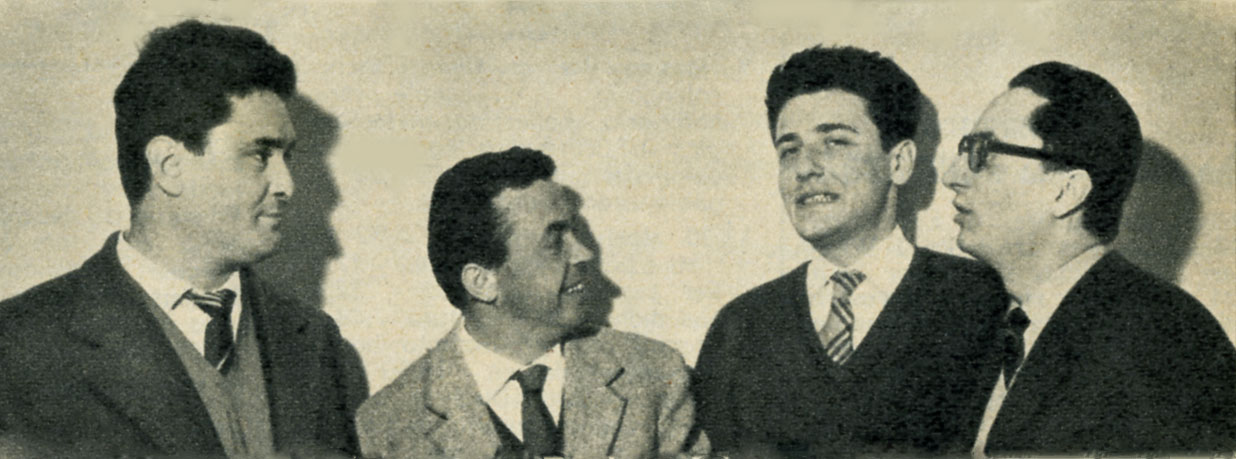
Castellano, De Palma, Pipolo e Vighi nella sede di Radio Rai di Roma per il programma Operazione Rock and Roll del 1957

Si conoscono nella seconda metà degli anni cinquanta nella redazione del Marc'Aurelio, noto giornale satirico dell'epoca. Castellano, ingegnere mancato e Pipolo, bancario, si ritrovano così a disegnare vignette umoristiche nello stesso giornale che ha visto formarsi tra gli altri Federico Fellini ed Ettore Scola.
Nascono quindi una solida amicizia ed un sodalizio artistico che dureranno per oltre 40 anni. L'esordio nel cinema è a cavallo tra gli anni cinquanta e sessanta, con vari soggetti e sceneggiature tra i quali Totòtruffa 62 con Totò; Il federale e La voglia matta con Ugo Tognazzi. Nello stesso periodo in televisione firmano alcuni varietà storici come Studio Uno; Scala reale; Johnny Sera; Che domenica amici oltre a varie Canzonissime. Nel 1975 idearono e sceneggiarono la miniserie televisiva Quello della porta accanto, con Ric e Gian. A fine anni settanta abbandonano momentaneamente la TV per tornare al cinema, questa volta anche come registi, firmando alcune pellicole di grande successo commerciale come Il ragazzo di campagna; Il bisbetico domato; Innamorato pazzo; Mani di velluto; Grand Hotel Excelsior. A metà degli anni ottanta tornano alla televisione con la regia del Fantastico di Adriano Celentano.
Infine collaborano a Fantastico Enrico con Enrico Montesano. Durante la loro carriera hanno scritto quasi cento film, venti dei quali diretti (sempre in coppia tranne l'ultimo di Pipolo, Panarea), oltre ai testi di molti spettacoli televisivi e varie canzoni, come la celebre La notte è piccola, lanciata nel 1965 dalle Gemelle Kessler. "Tutti i loro film sono stati diretti dalla coppia a giorni alterni. Un giorno dirigeva Castellano, il giorno successivo Pipolo e così via. Le diverse esigenze dei registi spesso lasciavano disorientati gli attori" (cit. Angelo Infanti).
Anche i loro figli Federico Moccia e Lorenzo Castellano hanno ripercorso le orme dei padri. Entrambi divenuti registi e sceneggiatori, in seguito hanno persino diretto in coppia, come i loro padri, la serie televisiva College (1990) con Federica Moro, in onda e più volte replicata su Italia 1.
A Roma il 21 gennaio del 2025 nel parco del Municipio III nell'area verde ubicata in via Renato Fucini, fronte civico 260, Roma Capitale ha dedicato una targa al duo Castellano e Pipolo, con una cerimonia di scoprimento della targa toponomastica. La richiesta di dedicare una strada è partita una mozione presentata in Aula Giulio Cesare dall'On. Marco Di Stefano Capogruppo di Noi Moderati in Assemblea Capitolina, e approvata a larghissima maggioranza.

## Filmografia

### Regia e sceneggiatura
- I marziani hanno 12 mani (1964)
- Zio Adolfo in arte Führer (1978)
- Sabato, domenica e venerdì, episodio "Venerdì" (1979)
- Mani di velluto (1979)
- Il bisbetico domato (1980)
- Mia moglie è una strega (1980)
- Asso (1981)
- Innamorato pazzo (1981)
- Grand Hotel Excelsior (1982)
- Attila flagello di Dio (1982)
- Segni particolari: bellissimo (1983)
- Il ragazzo di campagna (1984)
- College (1984)
- È arrivato mio fratello (1985)
- Grandi magazzini (1986)
- Il burbero (1986)
- Mia moglie è una bestia (1988)
- Occhio alla perestrojka (1990)
- Il vigile urbano (1989-1990) (serie TV)
- Saint Tropez - Saint Tropez (1992)
- Ci hai rotto papà (1993)

### Sceneggiatura
- Marinai, donne e guai, regia di Giorgio Simonelli (1958)
- Perfide ma... belle, regia di Giorgio Simonelli (1958)
- Tipi da spiaggia, regia di Mario Mattoli (1959)
- Il nemico di mia moglie, regia di Gianni Puccini (1959)
- Guardatele ma non toccatele, regia di Mario Mattoli (1959)
- Quel tesoro di papà, regia di Marino Girolami (1959)
- Tu che ne dici?, regia di Silvio Amadio (1960)
- Signori si nasce, regia di Mario Mattoli (1960)
- I baccanali di Tiberio, regia di Giorgio Simonelli (1960)
- Noi siamo due evasi, regia di Giorgio Simonelli (1960)
- Totò, Fabrizi e i giovani d'oggi, regia di Mario Mattoli (1960)
- Caccia al marito, regia di Marino Girolami (1960)
- Meravigliosa, regia di Carlos Arévalo e Siro Marcellini (1960)
- Totòtruffa 62, regia di Camillo Mastrocinque (1961)
- Pugni pupe e marinai, regia di Daniele D'Anza (1961)
- La ragazza sotto il lenzuolo, regia di Marino Girolami (1961)
- Cacciatori di dote, regia di Mario Amendola (1961)
- Il federale, regia di Luciano Salce (1961)
- Totò di notte n. 1, regia di Mario Amendola (1962)
- La voglia matta, regia di Luciano Salce (1962)
- I tre nemici, regia di Giorgio Simonelli (1962)
- Diciottenni al sole, regia di Camillo Mastrocinque (1962)
- 5 marines per 100 ragazze, regia di Mario Mattoli (1962)
- I tromboni di Fra' Diavolo, regia di Giorgio Simonelli e Miguel Lluch (1962)
- I motorizzati, regia di Camillo Mastrocinque (1962)
- Le monachine, regia di Luciano Salce (1963)
- I 4 tassisti, regia di Giorgio Bianchi (1963)
- Il giovedì, regia di Dino Risi (1963)
- Le ore dell'amore, regia di Luciano Salce (1963)
- Obiettivo ragazze, regia di Mario Mattoli (1963)
- Gli imbroglioni, regia di Lucio Fulci (1963)
- Extraconiugale, episodi "La doccia", di Massimo Franciosa e "La moglie svedese", di Giuliano Montaldo (1964)
- I maniaci, regia di Lucio Fulci (1964)
- I due pericoli pubblici, regia di Lucio Fulci (1964)
- Soldati e caporali, regia di Mario Amendola (1965)
- Oggi, domani, dopodomani, episodio "La moglie bionda", regia di Luciano Salce (1965)
- I soldi, regia di Gianni Puccini (1965)
- Slalom, regia di Luciano Salce (1965)
- Le sedicenni, regia di Luigi Petrini (1965)
- Due marines e un generale, regia di Luigi Scattini (1966)
- Le spie vengono dal semifreddo, regia di Mario Bava (1966)
- Come imparai ad amare le donne, regia di Luciano Salce (1966)
- Arrriva Dorellik, regia di Steno (1967)
- La feldmarescialla, regia di Steno (1967)
- Io non scappo... fuggo, regia di Franco Prosperi (1970)
- Il furto è l'anima del commercio!?..., regia di Bruno Corbucci (1971)
- Io non spezzo... rompo, regia di Bruno Corbucci (1971)
- Il sindacalista, regia di Luciano Salce (1972)
- La vita, a volte, è molto dura, vero Provvidenza?, regia di Giulio Petroni (1972)
- Il prode Anselmo e il suo scudiero, regia di Bruno Corbucci (1972)
- L'emigrante, regia di Pasquale Festa Campanile (1973)
- Un ufficiale non si arrende mai nemmeno di fronte all'evidenza, firmato Colonnello Buttiglione, regia di Mino Guerrini (1973)
- Il Colonnello Buttiglione diventa generale, regia di Mino Guerrini (1973)
- Ci risiamo, vero Provvidenza?, regia di Alberto De Martino (1973)
- Professore venga accompagnato dai suoi genitori, regia di Mino Guerrini (1974)
- Brigitte, Laura, Ursula, Monica, Raquel, Litz, Maria, Florinda, Barbara, Claudia e Sofia, le chiamo tutte "anima mia", regia di Mauro Ivaldi (1974)
- Una matta, matta, matta corsa in Russia, regia di Franco Prosperi ed Eldar Ryazanov (1974)
- Di che segno sei?, regia di Sergio Corbucci (1975)
- Buttiglione diventa capo del servizio segreto, regia di Mino Guerrini (1975)
- Vinella e Don Pezzotta, regia di Mino Guerrini (1976)
- Dimmi che fai tutto per me, regia di Pasquale Festa Campanile (1976)
- Il soldato di ventura, regia di Pasquale Festa Campanile (1976)
- San Pasquale Baylonne protettore delle donne, regia di Luigi Filippo D'Amico (1976)
- Basta che non si sappia in giro, episodio "L'equivoco" di Luigi Comencini (1976)
- Il signor Robinson, mostruosa storia d'amore e d'avventure, regia di Sergio Corbucci (1976)
- Il... Belpaese, regia di Luciano Salce (1977)
- Tre tigri contro tre tigri, regia di Steno e Sergio Corbucci (1977)
- Per vivere meglio divertitevi con noi, regia di Flavio Mogherini (1978)
- Io tigro, tu tigri, egli tigra, regia di Renato Pozzetto e Giorgio Capitani (1978)
- Dottor Jekyll e gentile signora, regia di Steno (1979)
- Zucchero, miele e peperoncino, regia di Sergio Martino (1980)
- Ricchi, ricchissimi... praticamente in mutande, regia di Sergio Martino (1982)
- Scuola di ladri, regia di Neri Parenti (1986)
- Scuola di ladri - Parte seconda, regia di Neri Parenti (1987)
- Abbronzatissimi, regia di Bruno Gaburro (1991)
- Panarea, regia di Pipolo (1996)
- Cucciolo, regia di Neri Parenti (1998)

## Varietà radiofonici Rai
- Sotto zero, divagazioni estive di Castellano, Pipolo, De Palma e Vighi, compagnia del Teatro comico musicale di Roma, regia di Riccardo Mantoni, trasmessa nei mesi estivi del 1956 nel secondo programma.
- Operazione Rock and Roll, varietà di Castellano, De Palma, Pipolo e Vighi, 1957 nel secondo programma.

## Varietà televisivi Rai
- Adriano Clan, testi di Castellano e Pipolo, con Adriano Celentano, Don Backy, Detto Mariano, Gino Santercole, regia di Gianfranco Bettetini, 2 ottobre 1965.